# Ринно-дзи

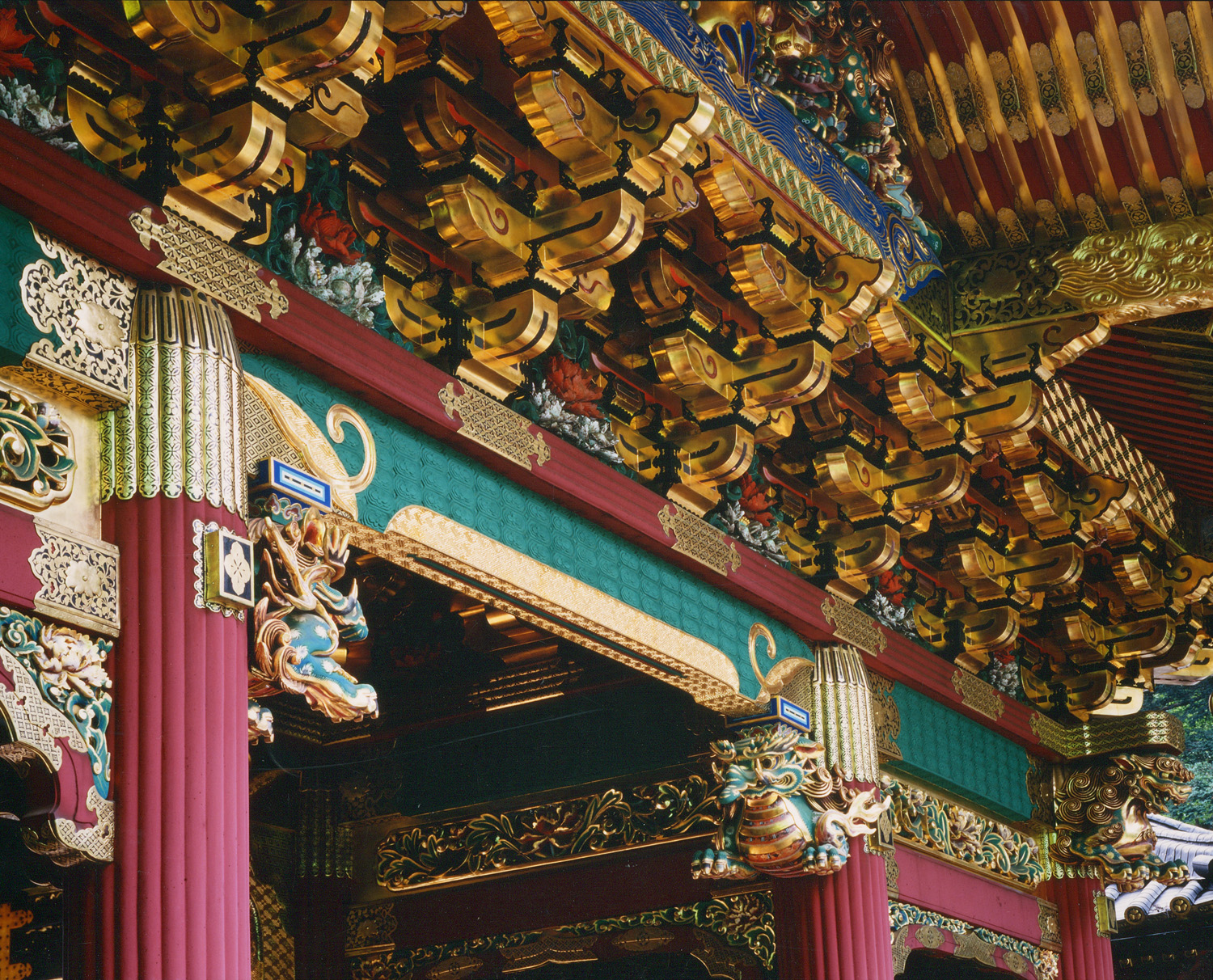
Богато украшенное здание Тайю-ин

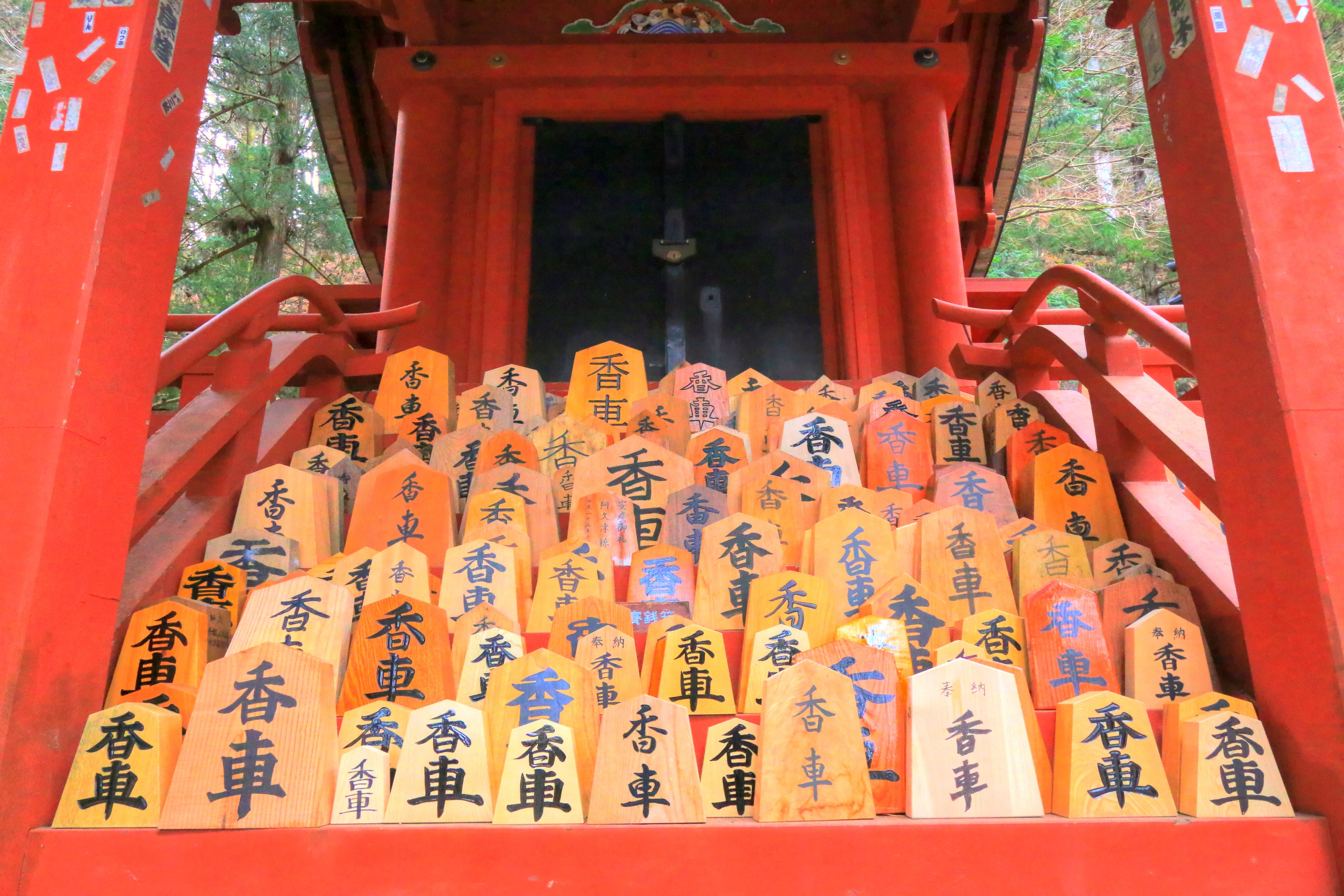
Павильон стрелок в Ринно-дзи

Ринно-дзи (яп. 輪王寺) — буддистский храм школы Тэндай в городе Никко, префектуре Тотиги, Япония.

## История
Храм был основан в 766 году буддийским монахом Сёдо Сёнином (735—817). Из-за своей уединённости расположенное в горах место вскоре привлекло других монахов, и оно до сих пор считается важной базой для аскетического обучения монахов школы Тэндай.
Вместе с Никко Тосё-гу и святилищем Футарасан он входит в число святилищ и храмов Никко, внесенных в список Всемирного наследия ЮНЕСКО, при этом в номинацию включены 42 строения данного святилища.

## Архитектура
Одно из самых известных зданий в Ринно-дзи — Самбуцудо (яп. 三仏堂 самбуцудо:, зал трёх будд). Это здание украшено позолоченными статуями Амиды, Сэндзю-Каннон («Каннон с тысячей рук») и Бато-Каннон («Каннон с головой лошади»). Эти божества считаются буддийскими проявлениями трех горных ками Никко, которым поклоняются в святилище Футарасан.
Рядом с залом Самбуцудо находятся сад Сёё-эн и зал Ринно-дзи хомоцу-дэн («Сокровищница Ринно-дзи»). В последнем хранится важная коллекция буддийского искусства, в том числе скульптуры, картины, каллиграфия и свитки, в основном 8-го века. Кроме того, в храме хранится Дайхацу нэханкё сюгэ (яп. 大般涅槃経集解 дайхацу нэханкё: сю:гэ, комментарии к сутрам), важное руководство по Нирвана-сутре в 59 свитках, датируемых периодами Нара и Хэйан. Оно признано национальным достоянием.
Под управлением храма также находится Дайюин-Рэйбё (яп. 大猷院霊廟 дайю:ин рэйбё:) — мавзолей Токугавы Иэмицу (1604—1651), третьего сёгуна из династии Токугава. Дайюин является синтоистским святилищем, построенным в 1653 году в стиле гонгэн-дзукури и признанным национальным достоянием Японии в этой категории. Комитет всемирного наследия назвал его «настоящим шедевром архитектуры и декора». 37 других построек храмового комплекса признаны важными культурными ценностями.